# Halosydna leucohyba
Halosydna leucohyba är en ringmaskart som först beskrevs av Schmarda 1861.  Halosydna leucohyba ingår i släktet Halosydna och familjen Polynoidae.
Artens utbredningsområde är Mexikanska golfen. Inga underarter finns listade i Catalogue of Life.